# Lista książąt Liechtensteinu
Lista książąt Liechtensteinu – lista wszystkich członków rodziny Liechtensteinów, posiadających dziedziczny tytuł książęcy, a od 1719 pełniących również funkcję władców Liechtensteinu.
Po raz pierwszy tytuł książęcy (niem. Fürst) został nadany Karolowi I przez arcyksięcia Macieja Habsburga w 1608 roku. Od tamtej pory tytuł nosiło piętnastu członków rodu. Księstwo Liechtensteinu jako suwerenny twór państwowy pod zwierzchnictwem Liechtensteinów powstało w 1719 roku, kiedy połączone dobra Schellenberg i Vaduz zakupione kilka lat wcześniej przez Jana Adama I, zostały wyniesione do rangi księstwa przez cesarza Karola VI Habsburga. Dynastia Liechtensteinów panuje nieprzerwanie w państwie od jego utworzenia, a zwierzchnictwo nad nim miało łącznie dwunastu monarchów, którzy są bezpośrednimi potomkami księcia Hartmanna II.
Najkrócej panującym księciem był Antoni Florian (3 lata, 6 miesięcy i 30 dni), zaś najdłużej – Jan II (70 lat, 2 miesiące i 29 dni), który pozostaje również drugim najdłużej panującym samodzielnie władcą w historii Europy po królowej Elżbiecie II. Jako pierwszy Księstwo Liechtensteinu odwiedził Alojzy II w 1848 roku, natomiast pierwszym monarchą na stałe mieszkającym w państwie był Franciszek Józef II, który po przejęciu władzy w 1938 roku zamieszkał wraz z żoną Georginą w zamku Vaduz. 
Aktualnie panującym monarchą jest Jan Adam II, a jego następcą jest Alojzy, który od 2004 sprawuje władzę w charakterze koregenta.
Małżonki książąt Liechtensteinu noszą tytuł Księżnej Liechtensteinu (niem. Fürstin von und zu Liechtenstein). Od 1608 roku łącznie dziewiętnaście kobiet nosiło ten tytuł. Jedynym księciem, który nie miał żony był Jan II, a najwięcej małżonek w czasie panowania – cztery, miał Józef Jan. Ostatnią księżną Liechtensteinu była żona Jana Adama II – Marie-Aglaë, zmarła w 2021 roku. Następną księżną najprawdopodobniej zostanie Zofia, żona Alojzego.
Panujący książę nosi tytuły: księcia Liechtensteinu, księcia opawskiego i karniowskiego, hrabiego Rietbergu i suwerena Domu Książęcego. Jego oficjalny tytuł w języku niemieckim brzmi: Fürst von und zu Liechtenstein, Herzog von Troppau und Jägerndorf, Graf zu Rietberg, Regierer des Hauses von und zu Liechtenstein.

## Książęta Liechtenstein
Rodowody Liechtensteinów sięgają XII wieku, kiedy żył pierwszy znany przedstawiciel rodu – Hugo von Weikersdorf, jednak do początku XVII wieku członkowie rodu nie nosili tytułów książęcych. Dopiero w 1608 roku arcyksiążę i późniejszy cesarz Maciej Habsburg nadał dziedziczny tytuł Księcia (niem. Fürst) Karolowi Liechtensteinowi, który wspierał go w sporze sukcesyjnym. Dziedziczność tytułu potwierdził 23 czerwca 1620 cesarz Ferdynand II. Wówczas nie istniało jednak Księstwo Liechtensteinu, a jego dzisiejsze ziemie nie były w posiadaniu rodu, zatem Liechtensteinowie byli tylko książętami tytularnymi, bez swojego suwerennego księstwa. 
| # | Książę                         |           | Lata życia               | Lata życia                    | Panowanie       | Panowanie        | Rodzice                          | Małżeństwa                                |
| # | Książę                         | Narodziny | Śmierć                   | Od                            | Do              |                  | Rodzice                          | Małżeństwa                                |
| - | ------------------------------ | --------- | ------------------------ | ----------------------------- | --------------- | ---------------- | -------------------------------- | ----------------------------------------- |
| 1 | Karol I Karl I.                |           | 30 lipca 1569            | 12 lutego 1627 Praga          | 20 grudnia 1608 | 12 lutego 1627   | Hartmann II Anna Ortenburg       | Anna Maria Czernahora und Boskowitz       |
| 2 | Karol Euzebiusz Karl Eusebius  |           | 11 kwietnia 1611         | 5 lutego 1684 Schwarzkostelec | 12 lutego 1627  | 5 kwietnia 1648  | Karol I Anna Maria               | Joanna Beatrycze Dietrichstein-Nikolsburg |
| 3 | Jan Adam I Johann Adam I.      |           | 30 listopada 1657 Brno   | 16 czerwca 1712 Wiedeń        | 5 kwietnia 1648 | 16 czerwca 1712  | Karol Euzebiusz Joanna Beatrycze | Edmunda Maria Dietrichstein-Nikolsburg    |
| 4 | Józef Wacław I Josef Wenzel I. |           | 9 sierpnia 1696 Praga    | 11 lutego 1772 Wiedeń         | 16 czerwca 1712 | 12 marca 1718    | Filip Erazm Krystyna Teresa      | Maria Anna Liechtenstein                  |
| 5 | Antoni Florian Anton Florian   |           | 28 maja 1656 Wilfersdorf | 11 października 1721 Wiedeń   | 12 marca 1718   | 23 stycznia 1719 | Hartmann III Sydonia Elżbieta    | Eleonora Barbara Thun und Hohenstein      |

## Książęta Liechtensteinu
18 stycznia 1699 r. trzeci tytularny książę z dynastii Liechtensteinów – Jan Adam I, kupił hrabstwo Schellenberg, a następnie w 22 lutego 1712 r. zakupił również hrabstwo Vaduz. Książę zmarł niespełna pół roku później i po jego śmierci rozpoczął się spór sukcesyjny między najbliższym męskim potomkiem – Antonim Florianem, a jego bratankiem – Józefem Wacławem I, na którego Jan Adam I przepisał cały majątek i tytuły. Ostatecznie Józef Wacław I zrzekł się władzy na rzecz Antoniego Floriana. Dzięki jego wpływom 23 stycznia 1719 r. cesarz Karol VI połączył majątki Vaduz i Schellenberg, tworząc Księstwo Liechtensteinu i nadając tzw. bezpośrednią cesarską. Stało się ono 343. państwem członkowskim Świętego Cesarstwa Rzymskiego. Zatem Antoni Florian był de facto pierwszym księciem Liechtensteinu jako suwerennego tworu państwowego.
| #  | Książę                                  |           | Lata życia                  | Lata życia                  | Panowanie            | Panowanie            | Rodzice                             | Małżeństwa                                                                                                   |
| #  | Książę                                  | Narodziny | Śmierć                      | Od                          | Do                   |                      | Rodzice                             | Małżeństwa                                                                                                   |
| -- | --------------------------------------- | --------- | --------------------------- | --------------------------- | -------------------- | -------------------- | ----------------------------------- | --- |
| 5  | Antoni Florian Anton Florian            |           | 28 maja 1656 Wilfersdorf    | 11 października 1721 Wiedeń | 23 stycznia 1719     | 11 października 1721 | Hartmann III Sydonia Elżbieta       | Eleonora Barbara Thun und Hohenstein                                                                         |
| 6  | Józef Jan Josef Johann                  |           | 27 maja 1690 Wiedeń         | 16 grudnia 1732 Feldsberg   | 11 października 1721 | 16 grudnia 1732      | Antoni Florian Eleonora Barbara     | Grabriela Liechtenstein Maria Anna Thun und Hohenstein Maria Anna Oettingen-Spielberg Maria Anna Kottulinsky |
| 7  | Jan Nepomucen Karol Johann Nepomuk Karl |           | 8 lipca 1724 Wiedeń         | 22 grudnia 1748 Wischau     | 16 grudnia 1732      | 22 grudnia 1748      | Józef Jan Maria Anna                | Maria Józefa Harrach                                                                                         |
| 4  | Józef Wacław I Josef Wenzel I.          |           | 9 sierpnia 1696 Praga       | 11 lutego 1772 Wiedeń       | 22 grudnia 1748      | 11 lutego 1772       | Filip Erazm Krystyna Teresa         | Maria Anna Liechtenstein                                                                                     |
| 8  | Franciszek Józef I Franz Josef I.       |           | 19 listopada 1726 Mediolan  | 18 sierpnia 1781 Metz       | 11 lutego 1772       | 18 sierpnia 1781     | Emanuel Maria Anna                  | Maria Leopoldyna Sternberg                                                                                   |
| 9  | Alojzy I Alois I.                       |           | 14 maja 1759 Wiedeń         | 24 marca 1805 Wiedeń        | 18 sierpnia 1781     | 24 marca 1805        | Franciszek Józef I Maria Leopoldyna | Karolina Manderscheidt-Blankenheim                                                                           |
| 10 | Jan I Johann I.                         |           | 27 czerwca 1760 Wiedeń      | 20 kwietnia 1836 Wiedeń     | 24 marca 1805        | 20 kwietnia 1836     | Franciszek Józef I Maria Leopoldyna | Józefa Fürstenberg-Weitra                                                                                    |
| 11 | Alojzy II Alois II.                     |           | 25 maja 1796 Wiedeń         | 12 listopada 1858 Eisgrub   | 20 kwietnia 1836     | 12 listopada 1858    | Franciszek Józef I Maria Leopoldyna | Franciszka Wchinitz und Tettau                                                                               |
| 12 | Jan II Johann II.                       |           | 5 października 1840 Eisgrub | 11 lutego 1929 Valtice      | 12 listopada 1858    | 11 lutego 1929       | Alojzy II Franciszka                | brak |
| 13 | Franciszek I Franz I.                   |           | 28 sierpnia 1853 Mödling    | 25 lipca 1938 Feldsberg     | 11 lutego 1929       | 25 lipca 1938        | Alojzy II Franciszka                | Elżbieta Gutmann                                                                                             |
| 14 | Franciszek Józef II Franz Josef I.      |           | 16 sierpnia 1906 Frauental  | 13 listopada 1989 Grabs     | 25 lipca 1938        | 13 listopada 1989    | Alojzy Elżbieta Amalia              | Georgina Wilczek                                                                                             |
| 15 | Jan Adam II Johann Adam II.             |           | 14 lutego 1945 Zurych       | –                           | 13 listopada 1989    | teraz                | Franciszek Józef II Georgina        | Marie-Aglaë Wchinitz und Tettau                                                                              |